# سباق طواف فرنسا 2007
سباق طواف فرنسا 2007 من سلسلة سباقات سباق طواف فرنسا. أقيم هذا السباق في تاريخ 7 يوليو - 29 يوليو، 2007 على 20 & Prologue مراحل. بعد مرور 91 ساعة و00 دقيقة و26 ثانية وبعد طي 3569.9 كم بمتوسط 39.23 كم في الساعة فاز بالميدالية الذهبية ألبيرتو كونتادور من إسبانيا، فيما حصد كاديل ايفانز من نمسا الميدالية الفضية، وكانت الميدالية البرونزية من نصيب ليفي ليفيمر من الولايات المتحدة.

## الميداليات
| ذهب                        | فضة                     | برونز                          |
| ألبيرتو كونتادور - إسبانيا | كاديل ايفانز - أستراليا | ليفي ليفيمر - الولايات المتحدة |